# 川豊
有限会社川豊（かわとよ）は、千葉県成田市にある鰻料理店および同店を経営する企業。本店は鰻料理店の建ち並ぶ成田山新勝寺の表参道にあり、建物は日本国の登録有形文化財に登録されている。
JR成田駅から成田山新勝寺へと続く表参道は約800 mあり、登録有形文化財を含む江戸時代の雰囲気が残る建物が建ち並び、成田国際空港を利用する訪日外国人旅行者からの人気も高い地域である。参道には伝統の味を守る店から時代に合わせた新商品の開発を行う店まで、多種多様な鰻料理店が約60軒を連ねる。特に近江屋、ひかたや、駿河屋、川豊が老舗として知名度が高く、この中で最も多くの客を集めているのが1910年（明治43年）創業の川豊である。

## 歴史
成田山詣では、成田屋を屋号とする初代市川團十郎らが熱心に成田山に詣でたことから江戸時代に流行し、人々は江戸から数日をかけて徒歩で成田へ向かった。江戸時代後期になると、何日もかけて徒歩で訪れた参拝客らに精を付けてもらおうと、利根川や印旛沼などで獲れた天然のウナギを使って、成田の人々が鰻料理を振る舞うようになったという。川豊は1910年（明治43年）に、伊藤豊治が利根川や印旛沼のコイやウナギを漁獲し、卸売する丸豊川魚店として創業した。丸豊川魚店は魚類養殖も手掛け、これをさばいて客に提供したのが鰻料理店としての始まりである。
1967年（昭和42年）に成田山表参道に店舗を移転し、屋号を「川豊」と改めた。
2014年（平成26年）12月、川豊社長の伊藤小澄は、下田康生堂ぱん茶屋、藤倉商店、米屋の若手経営者と「成田門前のれん会」を結成し、成田山門前町の活性化に向けて活動を開始した。
2019年（令和元年）11月15日、文化審議会が川豊本店の日本国登録有形文化財への登録を答申し、2020年（令和2年）4月3日に登録された。

## 店舗と料理
店舗は本店、別館、西口館の3つある。このうち店外から調理風景を見ることができるのは本店のみである。調理風景の公開により、川豊がモットーとする「割きたて、蒸したて、焼きたて」を実践し、客に保証している。別館と西口館では、宴会や個室利用の予約を受け付けている。

### 本店

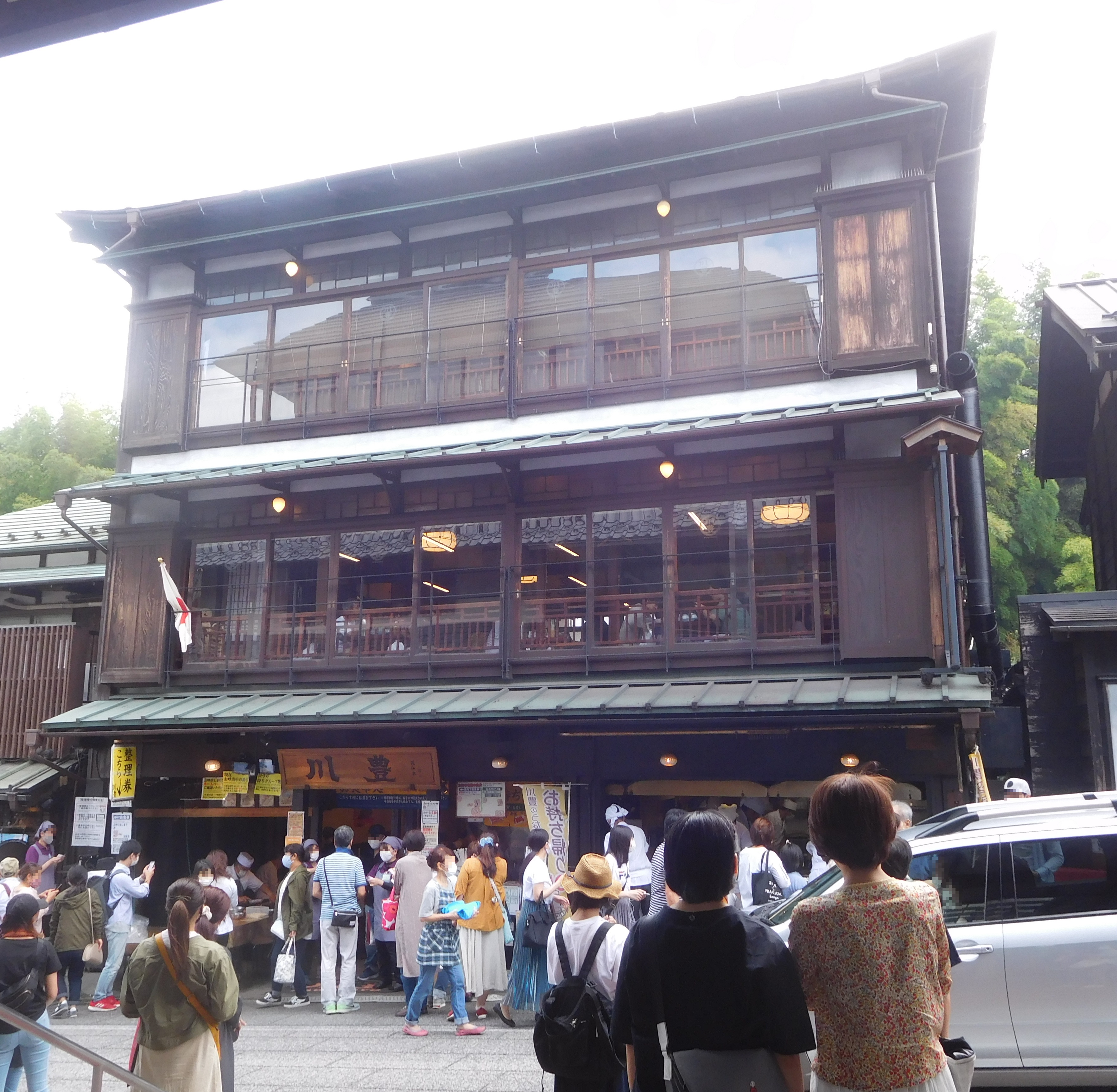
本店正面

2019年（令和元年）11月15日、文化審議会は川豊本店を日本国の登録有形文化財（建造物）に登録するよう、文部科学大臣に答申した。そして2020年（令和2年）4月3日付で「川豊本店店舗」の名称で正式に登録有形文化財の登録を受けた。これにより川豊本店は千葉県で285件目の登録有形文化財となった。
新勝寺表参道に面する木造3階建て、入母屋造、金属板葺き、平入（ひらいり）の店舗建築である。1911年（明治44年）頃に2階建ての建築物として建築され、1926年（大正15年）に旅館となり、3階部分が増築された。その後1967年（昭和42年）より川豊本店となった。1階部分は木製建具で開放感を出し、2・3階は旅館時代の客室の雰囲気が残されている。新勝寺周辺の景観を特徴付けているとの評価を得ている。
1階はテーブル席と掘りごたつ席になっており、職人が鰻をさばいたり、焼いたりする姿を見ながら食事ができる。鰻さばきに使われるまな板はイチョウの木でできた長さ2 m×幅1 m×厚さ30 cmの大きな1枚板である。この調理風景は店外からも見ることができ、成田山表参道の「名物」の1つに挙げられている。また店内では、樹齢数百年、長さ10 mの大きなスギの梁が鑑賞できる。2階は座敷になっており、欄間などの建築を鑑賞できる。床の間には付け書院や、組子細工をあしらった木製建具がある。

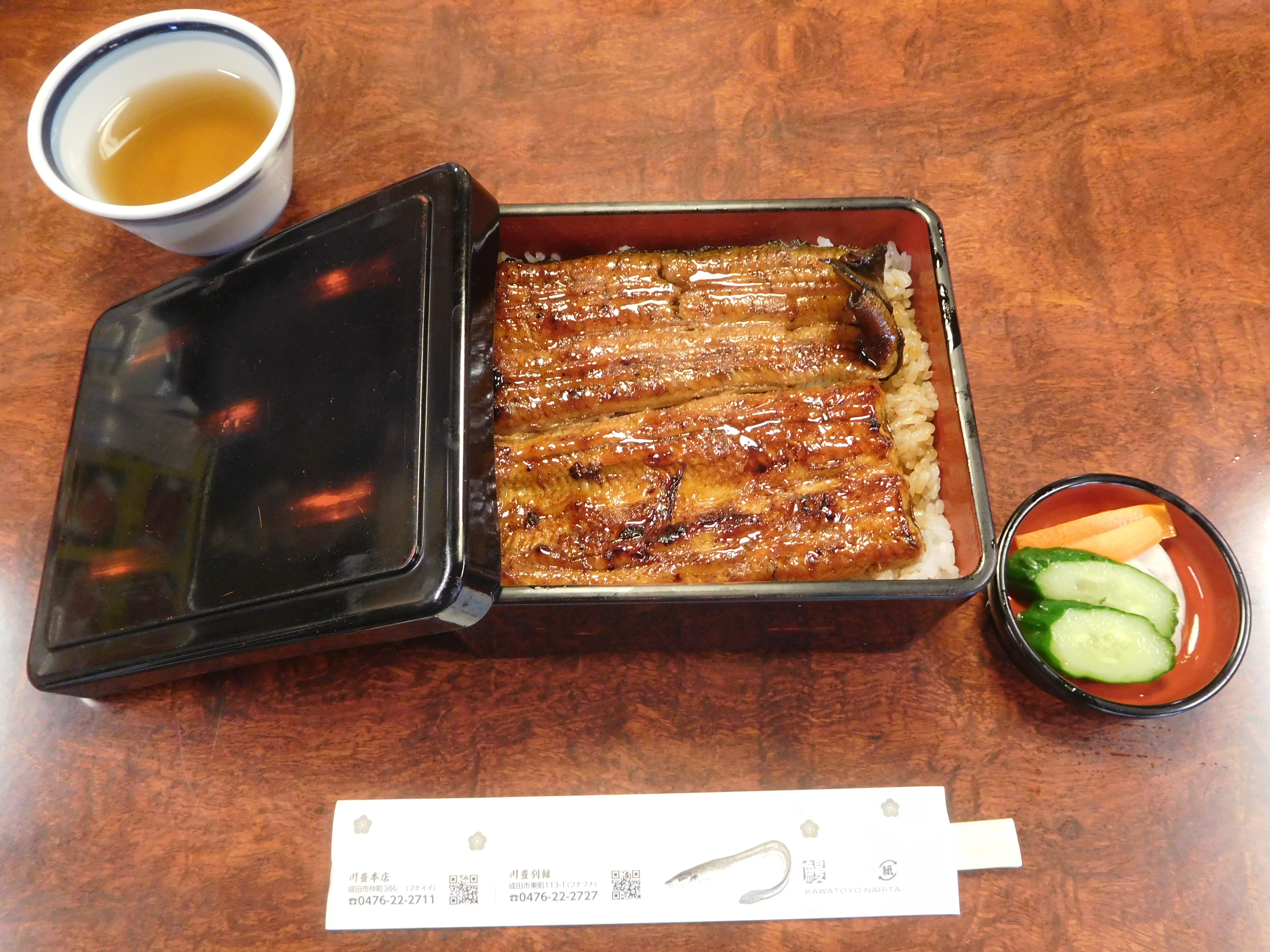
上うな重

平均提供数は1日あたり約300食で、多い日には1日に1,000尾のウナギをさばく。休日などの多客期には整理券を配布する。最も来客が多いのは正月三が日であり、待ち時間は3 - 4時間に及ぶ。鰻さばき職人は10時間以上、黙々とウナギをさばき続ける。ウナギは板長が鮮度の良いものを目利きで選び、2020年（令和2年）1月は鹿児島県大隅産と愛知県三河産を主に提供していた。
メニューはうな重、白焼き、肝吸いなどがあり、「上うな重」の注文が最も多い。鰻の調理法は、ウナギを背開きにして串を打ち白焼きにし、一度蒸す「関東風」である。蒸し器で蒸すことにより余分な脂を落とす効果がある。そして薄甘口のタレを塗って蒲焼にする。鰻は柔らかくふっくらと香ばしく、箸で切れやすいように焼き上げる。タレは創業以来つぎ足しながら使ってきたもので、鰻本来の味が最も生かせるとの考えから薄甘口にしている。ご飯は千葉県産のコシヒカリを用い、タレとからめてもべたつかない固さに炊き上げる。鰻料理以外に、鯉のあらいや鯉こくも提供する。持ち帰りメニューは、蒲焼と弁当（鰻丼）のみである。

### 別館
別館は、1,000坪（≒3,306 m2）の庭園を持つ、数寄屋造り平屋建ての店舗であり、200席ある。常連客は本店の混雑を避けるため、正月に別館を利用する。鰻料理だけでなく、天ぷらや刺身など広く日本料理を取り扱っている。
2013年（平成25年）にタイのテレビドラマ『ライジング・サン』（主演：マリオ・マウラー）のロケ地の1つとなった。

## コロナウイルスと対応
川豊本店では、従業員の雇用維持と顧客に商品を届ける使命感からコロナウイルス感染症の流行に伴う緊急事態宣言発令期間中も営業を続けていたが、一時は例年の来客の2割にまで落ち込んだ。2020年（令和2年）5月下旬以降回復し始め、7月には6割まで戻った。減少分は訪日外国人旅行者がいなくなった影響が大きい。また緊急事態宣言発令中には航空便の欠航が相次いだことで、ウナギの仕入れ先の変更を余儀なくされた。
そこで川豊はテイクアウトに力を入れることにした。具体的には真空パック詰めにした蒲焼や弁当の販売に取り組んだ。特に蒲焼の真空パックは客の注文を受けてからウナギをさばき始める点が注目され、北海道から沖縄県まで日本全国から注文が入り、例年の2 - 3倍の売り上げを記録した。また店頭に「持ち帰り可能」の幟を立てたところ、例年の1.5倍の利用があった。
店内営業の面では、通常160席ある座席を80席に減らすことで間隔を空け、近隣の空き店舗を借用して約100席を確保した。従業員は毎朝熱がないか確認してから出勤し、勤務中はマスクと消毒を徹底する。鰻を調理する職人もマスクを着用し、熱中症に注意しながら鰻を焼き上げる。